# 158657 Célian
158657 Célian è un asteroide della fascia principale. Scoperto nel 2003, presenta un'orbita caratterizzata da un semiasse maggiore pari a 2,4339072 UA e da un'eccentricità di 0,1445098, inclinata di 3,30526° rispetto all'eclittica.